# Petropedetidae
Petropedetidae – rodzina płazów z rzędu płazów bezogonowych (Anura).

## Zasięg występowania
Rodzina obejmuje gatunki występujące od Sierra Leone przez Wybrzeże Kości Słoniowej i Nigerię dalej przez Kamerun do południowego Gabonu, w tym pogranicze z Kongiem, z widoczną luką w Togo; na Bioko należącym do Gwinei Równikowej; w górach Etiopii, Tanzanii i Kenii, prawdopodobnie również w przyległej Ugandzie.

## Systematyka

### Taksonomia
Frost i współpracownicy (2006) zaliczali do tej rodziny także rodzaje Conraua i Indirana. Z analizy filogenetycznej przeprowadzonej przez Pyrona i Wiensa (2011) wynika jednak, że rodzaj Indirana jest najbliżej spokrewniony nie z przedstawicielami Petropedetidae, lecz z rodziną Dicroglossidae, zaś rodzaj Conraua nie tworzy z przedstawicielami Petropedetidae kladu, do którego nie należałby również szereg innych rodzin płazów bezogonowych, m.in. Pyxicephalidae, Ceratobatrachidae, Dicroglossidae, mantellowate, nogolotkowate i żabowate. Na tej podstawie autorzy przenieśli rodzaj Indirana do osobnej rodziny Ranixalidae, a rodzaj Conraua – do rodziny Conrauidae.

### Podział systematyczny
Do rodziny należą następujące rodzaje:
- Arthroleptides Nieden, 1911
- Ericabatrachus Largen, 1991 – jedynym przedstawicielem jest Ericabatrachus baleensis Largen, 1991
- Petropedetes Reichenow, 1874